# Pietro Scandellari
Pietro Scandellari, né en 1711 à Bologne et mort en 1789 dans la même ville, est un peintre et scénographe baroque italien du XVIIIe siècle. Il était aussi appelé Pietro Scandellara.

## Biographie
Pietro Scandellari naît à Bologne et suit des cours sous Francesco Galli da Bibiena, principalement en tant que peintre décorateur d'églises pour son maître. Quatre des membres de sa famille étaient artistes : Giuseppe et Giulio étaient peintres et Filippo (son frère) et Giacomo Antonio (son père) étaient sculpteurs,. Il peint une Nativité pour l'église église San Mattia de Bologne (en) avec Pietro Faccini et Nicola Bertuzzi. Toujours à Bologne, à la Basilique Santa Maria dei Servi, il peint les ornements autour d'un tableau de Vittorio Bigari. Giuseppe Jarmorini figurait parmi ses élèves. Il a aussi œuvré à l'église San Procolo de Bologne (en). Sa paire de vues du lac est vendue à Rome en 1990 pour la somme de 160 000 000 L. (environ 2070 $ USD).
Il décore aussi le Palazzo Bianconcini, terminé en 1776, avec Francesco Tadolini, Giuseppe Maria Mazza et Ercole Graziani le Jeune.

## Œuvres
Liste non-exhaustive de ses œuvres :
- Vista del lago con i monaci et Vista lago con figure, ponte e cappella, détrempe, paire d'œuvres, 30 × 40 cm, date inconnue, collection privée à Rome[4] ;
- Projeto para hall de entrada com grande escadaria, graphite, porte-plume et encre, 21 × 31,7 cm, Bibliothèque nationale du Brésil (collection Costa e Silva)[6].

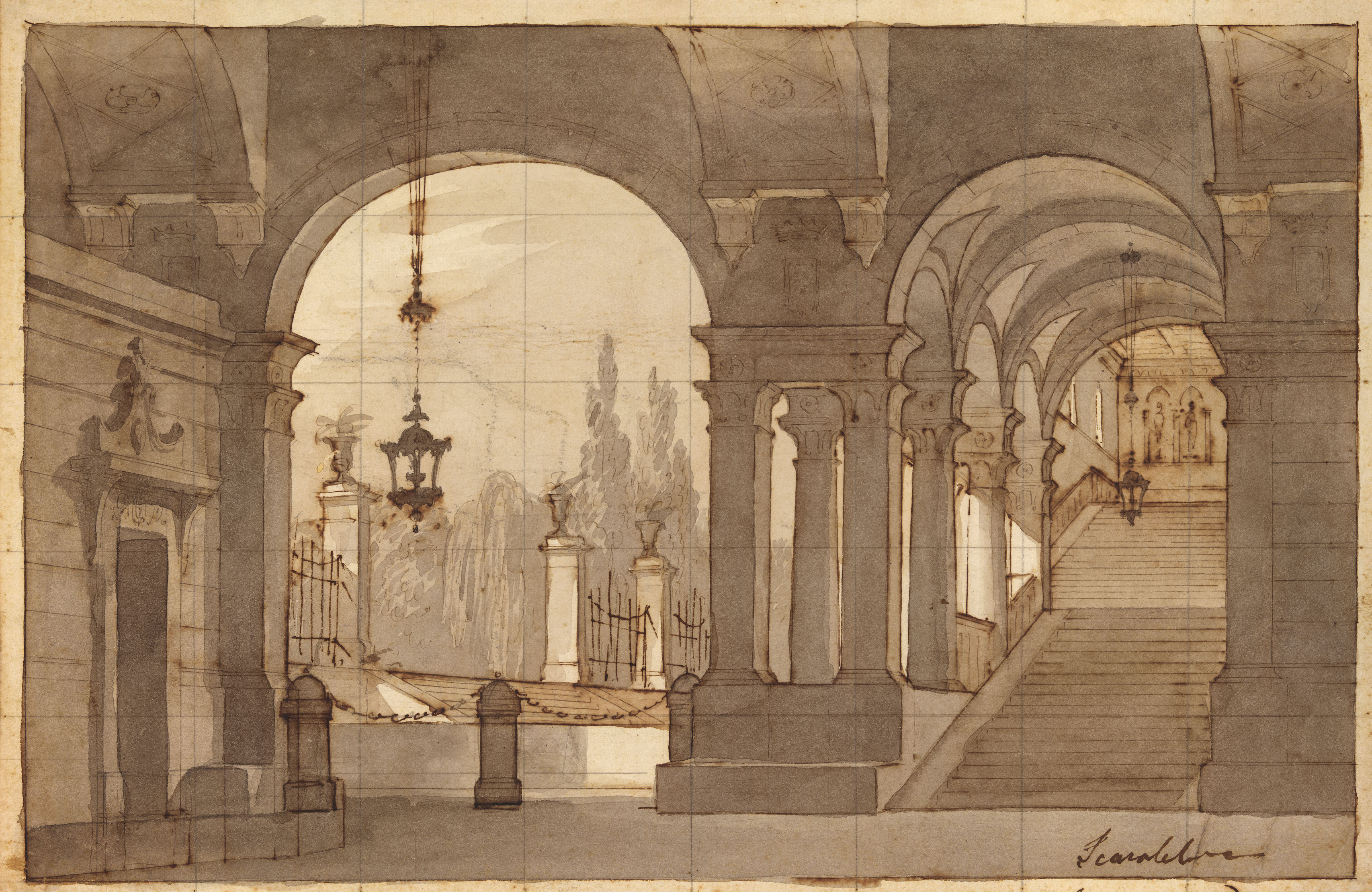
Projeto para hall de entrada com grande escadaria
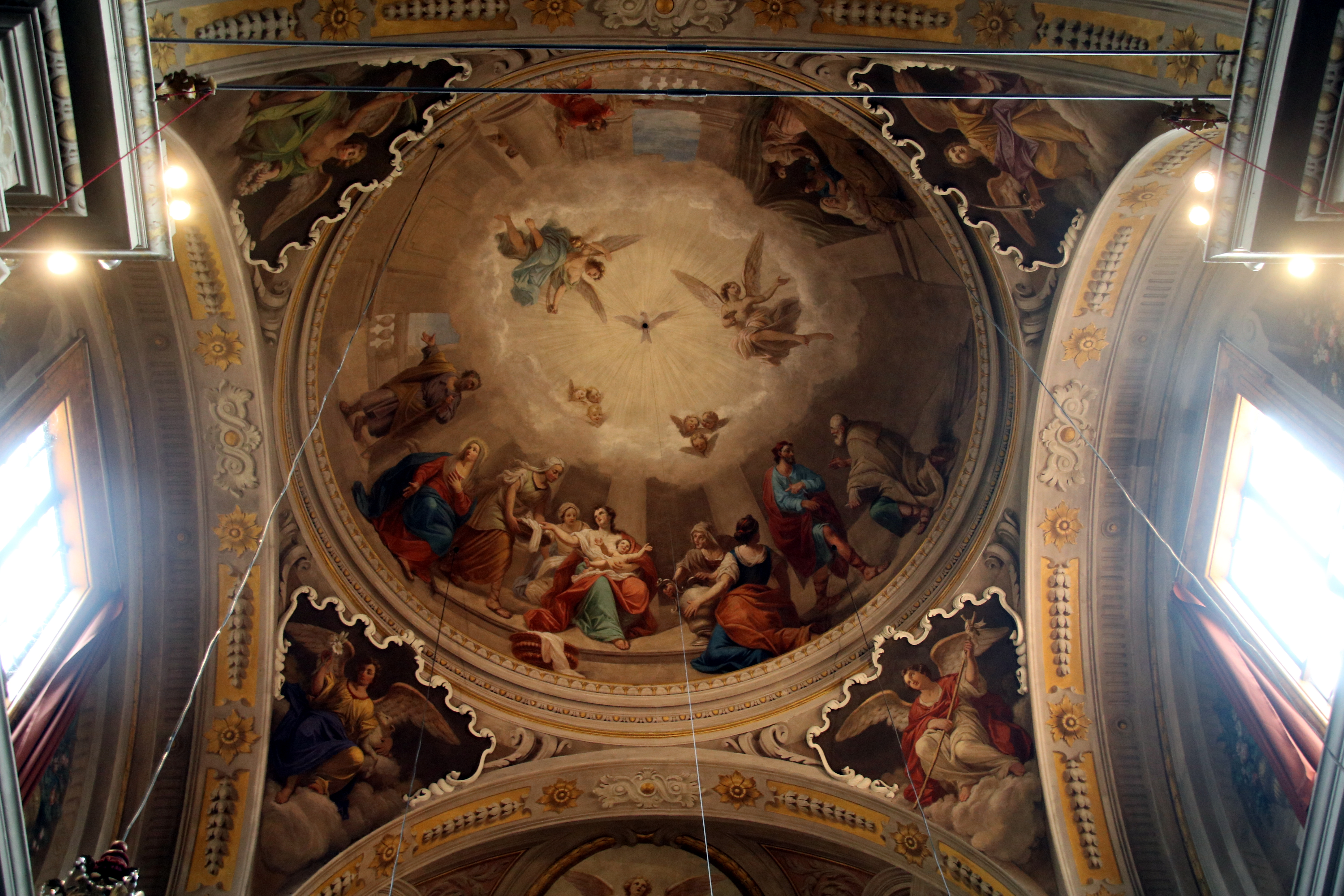
Nascita di San Giovanni Battista Fresque par Scandellari et Giuseppe Pedretti